# Mixogaster
Mixogaster là một chi ruồi trong họ Syrphidae.